# Liste der Kulturgüter in Arosa
Die Liste der Kulturgüter in Arosa enthält alle Objekte in der Gemeinde Arosa im Kanton Graubünden, die gemäss der Haager Konvention zum Schutz von Kulturgut bei bewaffneten Konflikten, dem Bundesgesetz vom 20. Juni 2014 über den Schutz der Kulturgüter bei bewaffneten Konflikten sowie der Verordnung vom 29. Oktober 2014 über den Schutz der Kulturgüter bei bewaffneten Konflikten unter Schutz stehen.
Objekte der Kategorien A und B sind vollständig in der Liste enthalten, Objekte der Kategorie C fehlen zurzeit (Stand: 1. Januar 2023).

## Kulturgüter
| Foto | | Objekt                                                                   | Kat. | Typ | Standort                               | Beschreibung |
| ---- | --- | ------------------------------------------------------------------------ | ---- | --- | -------------------------------------- | ------------ |
| ja   | Datei hochladen · Wikidata zu Langwieser Viadukt (Q657639)                                           | Langwieser Viadukt der Rhätischen Bahn KGS-Nr.: 09075                    | A    | G   | Langwies 772929 / 187652               |              |
| ja   | Datei hochladen · Wikidata zu Carschlingg, bronzezeitliche-frühmittelalterliche Siedlung (Q29479669) | Carschlingg, bronzezeitlich-frühmittelalterliche Siedlung KGS-Nr.: 09613 | A    | F   | Castiel, Pasuna 765000 / 189750        |              |
| ja   | Datei hochladen · Wikidata zu Eggahuus (Q109249897)                                                  | Eggahaus KGS-Nr.: 02848                                                  | B    | G   | Eggastrasse 26 769680 / 182815         |              |
| ja   | Datei hochladen · Wikidata zu Reformierte Kirche (Q2136936)                                          | Reformierte Kirche KGS-Nr.: 03059                                        | B    | G   | Langwies, Arosastrasse 773550 / 187980 |              |
| ja   | Datei hochladen · Wikidata zu Reformierte Kirche mit Wandbildern (Q2136950)                          | Reformierte Kirche mit Wandbildern KGS-Nr.: 03073                        | B    | G   | Lüen 765860 / 189160                   |              |
| BW   | Datei hochladen · Wikidata zu Wohnhaus Malisch (Q29784528)                                           | Wohnhaus Malisch KGS-Nr.: 10752                                          | B    | G   | Pagig, Alter Bergweg 2 767920 / 189730 |              |
| ja   | Datei hochladen · Wikidata zu Reformierte Kirche St. Peter mit Pfarrhaus (Q1678236)                  | Reformierte Kirche St. Peter mit Pfarrhaus KGS-Nr.: 10806                | B    | G   | St. Peter 768220 / 189380              |              |
| ja   | Datei hochladen · Wikidata zu Reformierte Kirche Castie (Q2136848)                                   | Reformierte Kirche Castiel KGS-Nr.: 12435                                | B    | G   | Castiel, Pasuna 765000 / 189750        |              |
| ja   | Datei hochladen · Wikidata zu Heimatmuseum Schanfigg-Arosa (Q2230948)                                | Heimatmuseum und Kulturarchiv KGS-Nr.: 17073                             | B    | S   | Eggastrasse 26 769680 / 182815         |              |